# Museo de Artes Plásticas Eduardo Sívori
El Museo de Artes Plásticas Eduardo Sívori es un museo de arte argentino de la Ciudad de Buenos Aires. Posee un patrimonio de cuatro mil piezas de arte argentino de los siglos XX y XXI que exhibe en exposiciones temporarias junto a la de artistas contemporáneos que no siempre integran su colección. Su nombre fue puesto en honor a Eduardo Sívori, uno de los más importantes artistas argentinos. Se encuentra ubicado en el Parque Tres de Febrero, en la Ciudad de Buenos Aires.

## Historia
Fue inaugurado oficialmente en 1938 para promover el arte argentino como Museo Municipal de Bellas Artes, Artes Aplicadas y Anexo de Artes Comparadas, hasta que en 1946 adquirió su nombre actual. Su patrimonio está conformado por las obras del Salón de Pintura, Escultura y Grabado que se realizaba en ese entonces y por las compras y donaciones. Durante 1976 y 1977 fue fusionado con el Museo de Arte Moderno de Buenos Aires, y se lo llamó Museo Municipal de Artes Visuales hasta que a finales de 1977 recuperó la autonomía.
Su primera sede estuvo en las dependencias del Concejo Deliberante, luego fue mudando por diferentes sedes provisorias hasta que en 1995, durante la Intendencia de Jorge Domínguez y la Secretaría de Cultura de Eduardo García Caffi se instaló en lugar que ocupa actualmente: un edificio fue en un principio el lactario municipal ubicado dentro de lo que fue la quinta del gobernador de la provincia de Buenos Aires Juan Manuel de Rosas, y que luego de la construcción del Parque Tres de Febrero  fue convertido en la confitería El Hostal del Ciervo.